# Dầu thanh
Dầu thanh hay dầu lông, chò lông (danh pháp khoa học: Dipterocarpus gracilis) là cây thuộc họ Dầu. Cây phân bố ở Bangladesh, Ấn Độ, Indonesia (Java, Kalimantan, Sumatra), bán đảo Malaysia, Myanmar, Thái Lan, Việt Nam và Philippines. Đây là cây gỗ lớn trong rừng cây họ dầu, thường xanh hoặc nửa rụng lá. 

## Hình ảnh

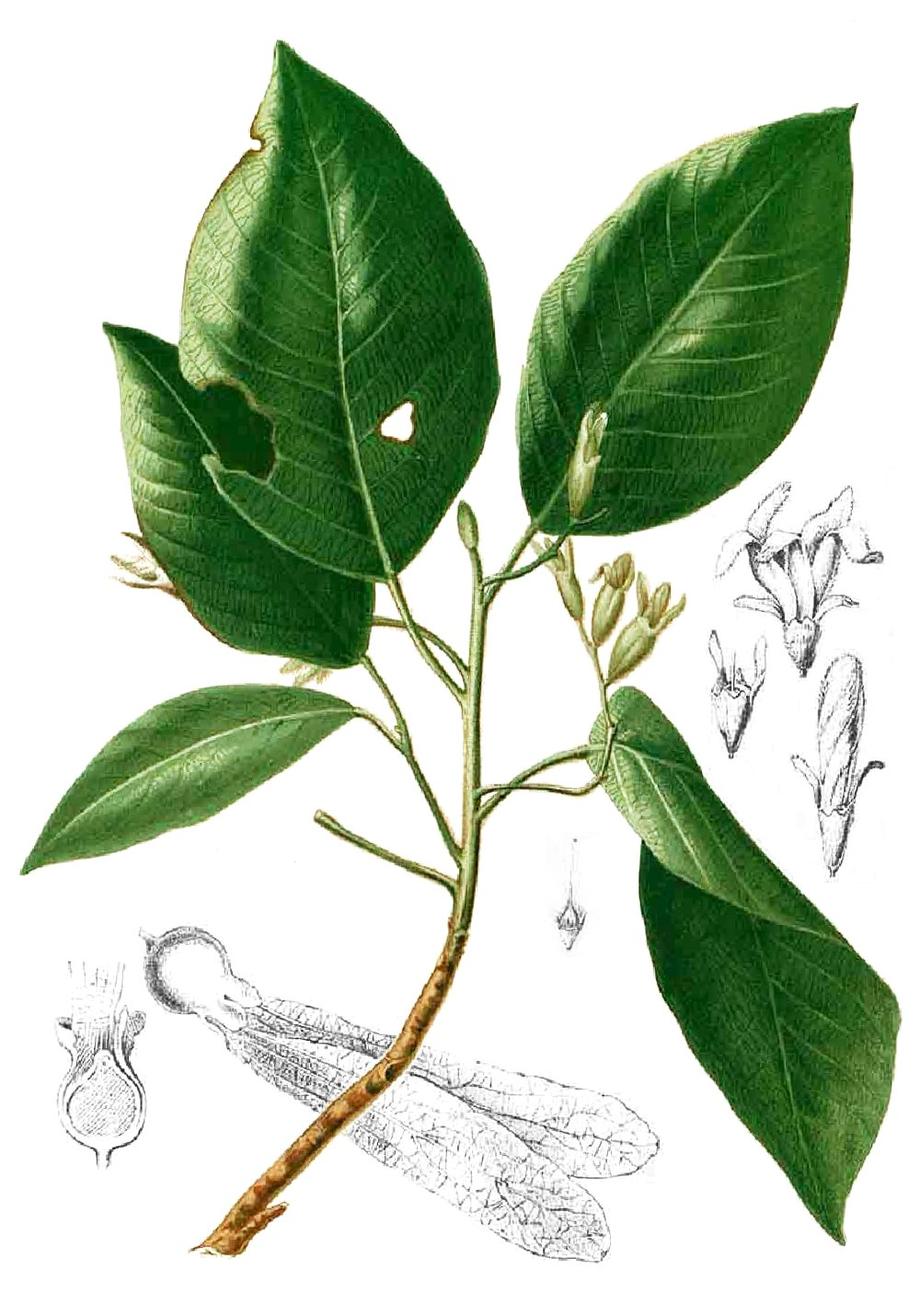
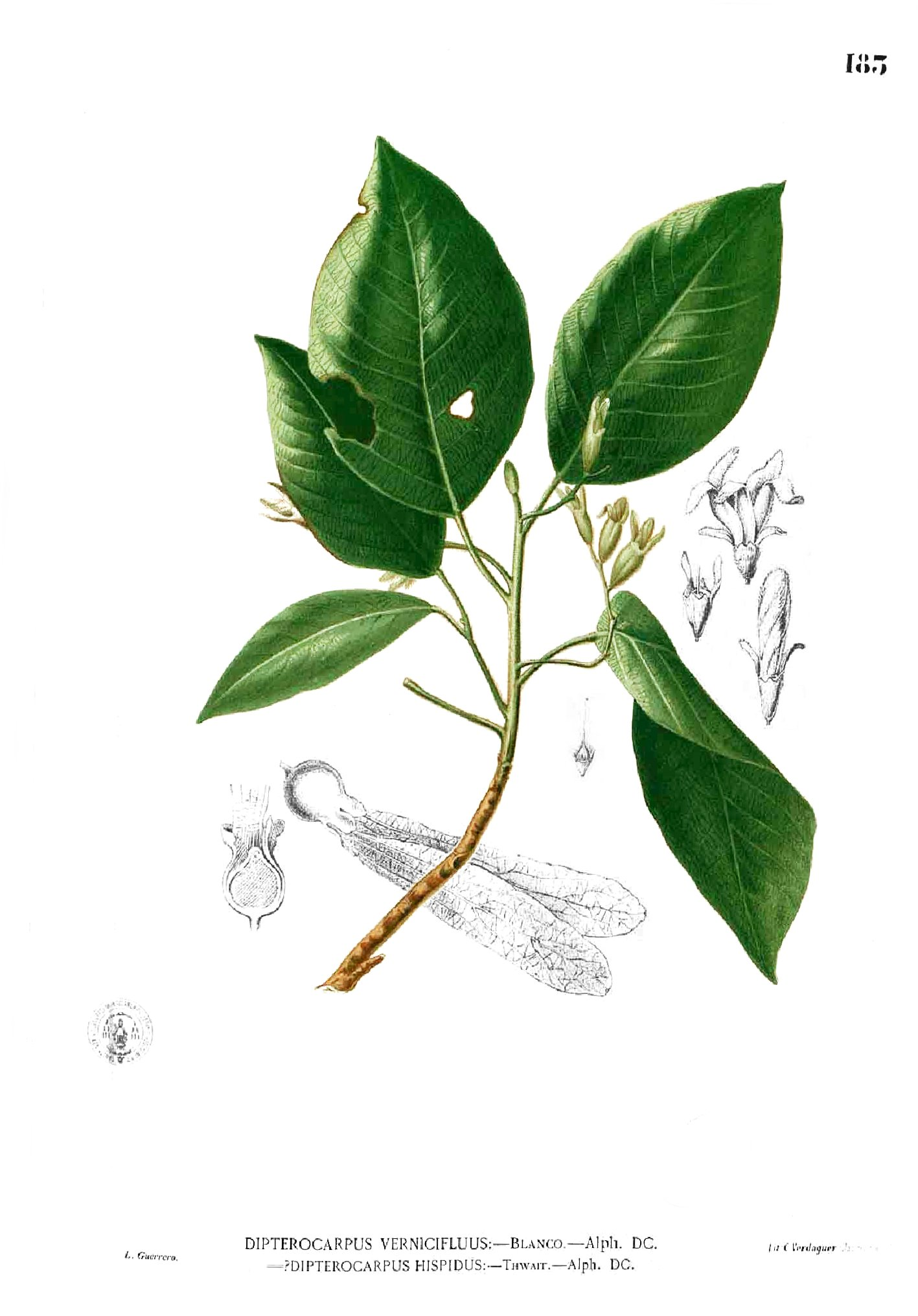